# Сингх, Джагджит
Джагджит Сингх Кулар (англ. Jagjit Singh Kular, 1 января 1944, Джаландхар, Британская Индия — 16 ноября 2010) — индийский хоккеист (хоккей на траве), полузащитник. Олимпийский чемпион 1964 года, бронзовый призёр летних Олимпийских игр 1968 года.

## Биография
Джагджит Сингх родился 1 января 1944 года в индийском городе Джаландхар.
Жил в деревне Сансарпур. Учился в колледже Халса в Лайяллпуре и Пенджабском университете. Выступая за его команду, в 1960 году стал победителем межвузовского хоккейного чемпионата.
После окончания учёбы поступил в полицию Пенджаба, играл за его команду и привлёк внимание селекционеров сборных штата и Индии. В составе национальной команды в 1964 году посещал Новую Зеландию и Малайзию.
В 1964 году вошёл в состав сборной Индии по хоккею на траве на Олимпийских играх в Токио и завоевал золотую медаль. Играл на позиции полузащитника, провёл 2 матча, мячей не забивал.
В 1966 году в составе сборной Индии завоевал золотую медаль хоккейного турнира летних Азиатских игр в Бангкоке.
В ходе олимпийского цикла часто участвовал в турне сборной Индии по Европе в 1965 году, Японии в 1966 году, Шри-Ланке и Афганистану в 1967 году, Восточной Африке, Египту и Франции в 1968 году. Играл в олимпийском отборочном турнире в Лондоне 1968 года.
В 1967 году покинул полицию, после того как получил пост заместителя начальника пограничных сил безопасности. Впоследствии играл за их команду, был капитаном сборной Пенджаба.
В 1968 году вошёл в состав сборной Индии по хоккею на траве на Олимпийских играх в Мехико и завоевал бронзовую медаль. Играл на позиции полузащитника, провёл 1 матч, мячей не забивал.
Умер 16 ноября 2010 года.